# Liban Abdulahi
Liban Abdiaziz Abdulahi, född 2 november 1995, är en nederländsk-somalisk fotbollsspelare som spelar för DEM. Han har tidigare spelat för bland annat Jönköpings Södra.

## Karriär
Abdulahi debuterade för Telstar i Eerste Divisie den 10 augusti 2015 i en 1–1-match mot RKC Waalwijk.
I augusti 2019 värvades Abdulahi av Jönköpings Södra, där han skrev på ett halvårskontrakt. Abdulahi debuterade i Superettan den 14 september 2019 i en 2–0-vinst över Östers IF. Efter säsongen 2019 lämnade han klubben.
I september 2020 värvades Abdulahi av Koninklijke HFC. I mars 2021 gick han till isländska Þór Akureyri.